# 하디 크로스
하디 크로스(Hardy Cross, 1885년 ~ 1959년)는 미국 버지니아주 난세몬드 출신의 공학자로 구조해석 방법의 하나인 모멘트 분배법(moment distribution method)의 창시자이다. 1935년 경부터 1960년대까지 그의 모멘트 분배법은 세계적으로 가장 널리 사용된 구조해석 방법이었다.

## 생애
하디 크로스는 토목공학 전공으로 1908년에 매사추세츠 공과대학교에서 이학사 학위를 받았으며 미주리주 세인트루이스의 미주리 태평양 철도회사의 교량 부서에 입사하여 1년간 근무하다가 1909년에 노퍽 아카데미로 복귀했다. 하버드 대학교에서의 1년간의 석사 과정 후 1911년에 그는 공학석사 학위를 취득하였다. 모멘트 분배법은 하버드 대학교 시절에 처음 개발되었다. 곧 그는 브라운 대학교의 토목공학과 조교수로 임용되어 7년간 가르쳤다. 1921년에는 일리노이 주립 대학교 어바나-샴페인의 구조공학 교수로 임용되었다. 일리노이 대학교 시절에 그는 모멘트 분배법을 발전시켰으며, 학생들에게도 가르쳤다. 당시 그의 학생들은 하디 크로스의 청력에 문제가 있어 곤란한 적이 많았다고 한다. 그의 대표적인 제자로는 뉴마크-베타법을 개발한 나단 뉴마크(Nathan M. Newmark)교수가 있다.

## 업적
1950년대 당시 대규모 철근 콘크리트 구조물을 정확하게 해석하는 것은 매우 대단한 일이었다. 공학자들은 부정정 구조물의 응력과 처짐을 계산해야 할 때면, 반드시(또는 필연적으로) “모멘트 분배법” 또는 “하디 크로스법”을 쓰곤 하였다. 모멘트 분배법은 구조물 전체가 평형상태에 다다를 때까지, 구조물을 이루고 있는 부재 고정단의 모멘트들을 이웃하는 부재들에게 점차적으로 분배하는 식으로 구조물을 (매우 높은 정확도로) 근사적으로 해석하는 방법이다.
모멘트 분배법은 컴퓨터의 발전으로 인해 교육용 목적 이외에는 더 이상 사용되지 않고 있다. 오늘날의 구조해석은 유연도법, 매트릭스 구조해석법 또는 유한요소법 등을 기반으로 하여 컴퓨터를 이용해 수행한다.
하디 크로스 방법은 관망해석에도 사용된다. 최근까지도 관망해석의 “하디 크로스 방법”은 가장 널리 사용되는 해석법이었다.

## 평가
하디 크로스는 많은 명예 학위와 메달을 받기도 하였다. 예일 대학교로부터 명예 문학 석사 학위를, 미국 공학교육회로부터 램 메달(1944년)을, 미국 콘크리트학회로부터 웨이슨 메달(1935년)을, 영국 구조공학회로부터 금메달(1959년)을 받았다.

## 같이 보기
- 모멘트 분배법
- 관망해석

## 참고 문헌
1. ↑  김경호 (2010). 《수리학》 1판. 한티미디어. 485쪽. ISBN 978-89-6421-019-2.
2. ↑  Leonard K. Eaton, "Hardy Cross and the 'Moment Distribution Method'", Nexus Network Journal, vol. 3, no. 3 (Summer 2001),  보관됨 2004-08-13 - 웨이백 머신